# Stadio Francis Le Basser
Lo stadio Francis Le Basser (in francese stade Francis Le Basser) è uno stadio situato a Laval, in Francia. Lo stadio è stato inaugurato nell'agosto del 1971 ed è stato rinnovato nel 2002. Lo stadio ospita le partite casalinghe del Laval e ha una capienza di 11.107 persone.